# Lonnes
Lonnes – miejscowość i gmina we Francji, w regionie Nowa Akwitania, w departamencie Charente.
Według danych na rok 1990 gminę zamieszkiwało 160 osób, a gęstość zaludnienia wynosiła 21 osób/km² (wśród 1467 gmin regionu Poitou-Charentes Lonnes plasuje się na 835. miejscu pod względem liczby ludności, natomiast pod względem powierzchni na miejscu 960.).